# Erling Reck-Magnussen
Erling Reck-Magnussen (dæknavne: Gustav, Hofman, Hoffman, Høgh, Høegh) (13. juni 1918 – 2. marts 1998) var en dansk officer og frihedskæmper.
Han var kornet og var under besættelsen medlem af en likvideringsgruppe under Holger Danske. Han var også tilknyttet gruppen Hjemmefronten og udførte også andre opgaver, herunder sabotage.
I 1944 fik Erling Reck-Magnussens gruppe ordre til at likvidere de to officerer Knud Skov og Erik Crone, som blev mistænkt for at stjæle våben. Årsagen var bl.a., at Holger Danske ikke havde modtaget en planlagt sending af våben. Likvideringsgruppen arrangerede et møde med de to mænd på Skovriderkroen den 23. november 1944. Da Skov og Crone mødte op, åbnede Erling Reck-Magnussen og et andet gruppemedlem ild. Skov blev ramt af en byge af kugler og døde på stedet, mens Crone kun blev ramt i skulderen og formåede at flygte. Erik Crone nåede dog kun at leve nogle måneder til, førend han blev stukket og henrettet af tyskerne. Det viste sig senere, at mistanken mod Skov og Crone havde været helt grundløs.
18. januar 1945 blev han såret i Hellerup i kamp med HIPO-folk.
Han er interviewet i filmen Den ukendte krig: Forræderi (1995) af Bente Troense.